# Musa Anter
Musa Anter (Nísibis, 1920 – Diyarbakır, 20 de setembre de 1992), també conegut com a "Ape Musa" (en kurd: Apê Musa, literalment «oncle Musa»), va ser un escriptor, dissident i activista kurd. Va ser un prominent escriptor, periodista i intel·lectual que fou assassinat per la JITEM turca el setembre de l'any 1992.

## Biografia
Va nàixer al poble d'Eskimağara (en kurd: Ziving), a la província de Mardin. Va acabar l'educació primària a la mateixa província i va estudiar la secundària i l'institut a Adana. Mentre estudiava, passà a Siria les seves vacances d'estiu i allà va contactar amb intel·lectuals nacionalistes kuirds. com ara Celadet i Kamuran Bedir Khan, Kadri i Ekrem Cemilpaşa, Dr. Nafiz, Nuri Zaza, Nuri Dersimi, Qedrîcan, Osman Sabri, Haco Agha i el seu fill Hasan, el fill d'Emînê Perîxanê, Şikriye Emîn; Mala Elyê Unus, Teufo Ciziri i Cigerxwîn.

### Assassinat
Anter va ser disparat en un festival l'any 1992, en un incident en el qual també va ser ferit greument Orhan Miroğlu. Algunes fonts turques indiquen que Abdülkadir Aygan, antic militant del PKK que es va rendir l'any 1985 i posteriorment va ser reclutat com a part del JITEM, va ser l'assassí de Musa Anter. Altres fonts turques indiquen que l'assassí va ser el desertor del PKK, Murat Ipek que rebé ordres de l'assassí a sou contractat per l'estat turc, Mahmut Yıldırım (alias Yeşil), o el mateix Yesil. Després de llargues investigacions, la JITEM va ser declarada culpable de l'assassinat, i l'estat turc va ser multat amb 28.500 euros pel Tribunal Europeu de Drets Humans l'any 2006. Un jutjat de Diyarbakır va imputar quatre persones per l'assassinat, incloent-hi Mahmut Yıldırım (alias "Yeşil") i Abdülkadir Aygan.

## Obres
- Birîna Reş, 1959 («La ferida negra»)
- Ferhenga Kurdî («Diccionari kurd») - Istambul, 1967
- Hatıralarım («Les meves memòries»), llibre - Istambul, 1991
- Hatıralarım («Les meves memòries»), llibre 2 - Istambul, 1992
- Çinara Min - Istambul